# Глигоровский, Ивица
Ивица Глигоровский (макед. Ивица Глигоровски; 15 апреля 1981) — северомакедонский футболист, нападающий и полузащитник, тренер. Выступал за сборную Республики Македонии.

## Биография
Почти всю игровую карьеру провёл в клубах чемпионата Республики Македонии. Выступал за клубы высшего дивизиона «Борец» (Велес), «Силекс» (Кратово), «Вардар» (Скопье), «Милано» (Куманово), «Македония Гёрче Петров» (Скопье), «Тетекс» (Тетово), «Брегалница» (Штип), а в конце карьеры — во втором и третьем дивизионах за «Осогово».
Завоёвывал серебряные награды национального чемпионата с «Силексом» в сезоне 2003/04 и с «Милано» в сезонах 2007/08 и 2008/09, стал бронзовым призёром в сезоне 2005/06 с «Вардаром». Играя за «Милано», дважды становился лучшим бомбардиром чемпионата страны — в сезоне 2007/08 забил 15 голов, а в сезоне 2008/09 — 14 голов. В сезоне 2003/04 с 18 мячами занял второе место в споре снайперов, уступив Драгану Димитровскому (25). За всю карьеру забил 86 голов в чемпионатах Республики Македонии. В Кубке Республики Македонии становился победителем в сезоне 2006/07 с «Вардаром» и в сезоне 2009/10 с «Тетексом».
Один сезон провёл за рубежом — выступал в чемпионате Кипра за «Этникос» (Ахна).
В сборной Республики Македонии дебютировал 9 февраля 2003 года в товарищеском матче против Хорватии. Всего в 2003—2004 годах принял участие в трёх матчах за сборную, все товарищеские.
В сезоне 2012/13 тренировал клуб третьей лиги Республики Македонии «Рудар» (Пробиштип). Затем недолго возглавлял собственную футбольную академию, а с 2014 года работал с юношескими командами в клубе «Силекс». По состоянию на 2016 год тренировал юношескую команду «Рудара».